# Gentlemen Golfers of Leith
Die Gentlemen Golfers of Leith, auch bekannt als Gentlemen Golfers of Edinburgh, sind einer der ältesten Golfclubs der Welt. Heute heißen sie The Honourable Company of Edinburgh Golfers und betreiben den berühmten Links-Platz von Muirfield.

## Die anderen „ältesten Golfclubs der Welt“
- Die Royal Burgess Golf Society beruft sich auf das Gründungsdatum 1735 und damit eine 9 Jahre längere Tradition als die Gentlemen Golfers. Jedoch gibt es vom Royal Burgess keine Aufzeichnungen aus dieser Zeit. Die ältesten Protokolle stammen aus dem Jahr 1773 und die erstmalige urkundliche Erwähnung des Gründungsdatums von 1834.
- Der Royal and Ancient Golf Club of St Andrews wurde zehn Jahre nach den Gentlemen Golfers gegründet, kann sich jedoch darauf berufen, dass er seit dieser Zeit immer am selben Standort angesiedelt war und durchgängig denselben, clubeigenen Golfplatz betrieb.

## Leith Links
In Leith, seinerzeit eine eigenständige Stadt, heute ein Stadtteil von Edinburgh, entstand auf den Leith Links einer der ersten Golfplätze der Welt. Er bestand aus 5 Löchern, jedes von ihnen mehr als 400 Yards lang. Die erste urkundliche Erwähnung stammt aus dem Jahr 1552. Laut mündlicher Überlieferung soll der traditionelle Warnruf Fore von den beiden Kanonen stammen, die dort stationiert waren. Tatsächlich fand auf den Links im Jahr 1560 die sogenannte Siege of Leith (Belagerung durch England) statt. Heutzutage sind die Leith Links ein Park innerhalb von Edinburgh, werden aber nicht mehr als Golfplatz benutzt.

## Das erste internationale Wettspiel
Im Jahr 1681 fand in Leith ein Match zwischen Schottland und England statt. Der Duke of York und spätere Englische König Jakob II. forderte zwei englische Adlige aus seinem Gefolge heraus, da diese behaupteten Golf wäre ein englischer Sport. Der Herzog wählte den zwar bürgerlichen, aber spieltechnisch versierten John Paterson als Partner und gewann die Partie. Von seiner Hälfte des Preisgeldes kaufte Paterson ein Haus, das bis 1960 unter dem Namen Golfers Land existierte. In diesem Kontext wird auch erstmals ein Caddie urkundlich erwähnt, ein Andrew Dickson trug die Schläger des Duke of York.

## Die ersten Golfregeln
Am 7. März 1744 präsentierten die Gentlemen Golfers of Leith die ersten Golfregeln dem Rat der Stadt Edinburgh, die im Gegenzug einen silbernen Löffel für ein jährliches Wettspiel stiften sollte. Aus dem überlieferten Text, den man als erstes Sitzungsprotokoll eines Golfclubs betrachten kann, geht hervor, dass dies nicht der erste Antrag auf einen silbernen Löffel war und dass der Magistrat als Voraussetzung dafür den Erlass eines formalen Regelwerks gefordert hatte.
Lange Zeit galten die Ur-Regeln des Golfsports als verschollen, jedoch wurden sie 1937 in einer Sammlung alter Protokolle wiederentdeckt. Die 13 Artikel tragen die Unterschrift von John Rattray, dem Captain of the Golf zwischen 1744 und 1747, sowie 1751.

## Das erste Golfturnier
Am 2. April 1744 fand schließlich das Turnier um den silbernen Löffel statt, das somit als erstes, offiziell ausgeschriebenes Golfturnier der Welt gilt. Der Gewinner wurde Captain of the Golf und bekam für ein Jahr die Oberhoheit über alle golfrelevanten Fragen, insbesondere die Regeln. Zehn Jahre später übernahm der Royal and Ancient Golf Club of St Andrews die Regeln der Gentlemen Golfers und verbreitete sie von dort im ganzen Land und später, nach zahlreichen Änderungen und Erweiterungen, in der ganzen Welt.

## The Honourable Company of Edinburgh Golfers
Nachdem im Jahr 1768 der Bau des ersten Clubhauses der Welt glückte, gab man sich 1800 aus juristischen Gründen den Namen, unter dem der Club noch heute firmiert. Streng genommen war also erst die Honourable Company of Edinburgh Golfers eine offiziell eingetragene Organisation, wodurch die Gentlemen Golfers dann die Auszeichnung als ältester, noch existierender Golfclub der Welt an den Royal and Ancient abtreten müssten. Dennoch besteht aufgrund der langen Geschichte und der vielen Aufzeichnungen unter Historikern weitgehend Einigkeit darüber, dass diese Sichtweise nicht angebracht ist.

## Umzüge
Ab 1831 geriet der Club in finanzielle Schwierigkeiten, die zu einem Verkauf der Besitztümer und des Clubhauses führten. 1836 kam es zur Neugründung in Musselburgh, wobei neben den 8 Löchern der Musselburgh Links auch der Platz von North Berwick bespielt wurde. Seit dieser Zeit wird der Captain of the Golf auch nicht mehr im jährlichen Wettspiel um den Silberlöffel ermittelt, sondern von den Mitgliedern gewählt. Wie schon in Leith kam es auch in Musselburgh schließlich zu einer Überlastung des Platzes, so dass man 1891 erneut umzog, diesmal in die Gegend von Gullane. Dort wurde der Platz von Muirfield gebaut, der bis heute einer der bedeutendsten Turnierplätze der Welt ist.